# IC 3052
IC 3052 је елиптична галаксија у сазвјежђу Дјевица која се налази на листи објеката дубоког неба у Индекс каталогу.
Деклинација објекта је + 12° 41' 25" а ректасцензија 12h 13m 48,3s. Привидна величина (магнитуда) објекта IC 3052 износи 15,4 а фотографска магнитуда 16,4. IC 3052 је још познат и под ознакама VCC 93, PGC 39031.